# 2019-20년 질롱 코리아 시즌
2019-2020년 질롱 코리아 시즌은 질롱 코리아가 호주프로야구리그에 참가한 2번째 시즌이다. 그레엄 로이드 감독이 팀을 이끌었으며, 허일이 주장을 맡았다. 팀은 작년보다 승률을 1할 가까이 끌어올렸으나 2년 연속으로 사우스웨스트 디비전의 4팀 중 최하위, 전체 8팀 중 최하위에 머물러 포스트시즌 진출에 실패했다.

## 코치
- 임경완, 임훈, 김태완, 켈리 지블런

## 타이틀

### 리그 1위
- 선발등판: 김인범, 박성웅, 박선우 (10)
- 사우스웨스트디비전 출장 (투수): 장국헌 (21)
- 사우스웨스트디비전 완투: 박성웅 (1)

### 팀 내 1위
- 출장(타자): 백승현 (38)
- 타수: 백승현 (133)
- 득점: 홍창기 (29)
- 안타: 홍창기 (41)
- 2루타: 홍창기 (11)
- 3루타: 강로한, 허일, 김주형 (1)
- 홈런: 전병우 (5)
- 타점: 허일 (22)
- 루타: 홍창기 (61)
- 볼넷: 홍창기 (27)
- 도루: 배지환 (6)
- 출루율: 홍창기 (0.465)
- 장타율: 홍창기 (0.496)
- 타율: 홍창기 (0.333)
- OPS: 홍창기 (0.961)
- 다승: 박정배, 노경은, 장국헌, 김인범 (2)
- 평균자책점: 박선우 (7.11)
- 출장(투수): 장국헌 (21)
- 선발등판: 김인범, 박성웅, 박선우 (10)
- 완투: 박성웅 (1)
- 세이브: 양지율 (1)
- 이닝: 박선우 (50.2)
- 탈삼진: 박선우 (39)
- 이닝 당 출루허용률: 박선우 (1.58)
- 홀드: 박정배 (2)
- 마무리등판: 장국헌, 양지율 (8)

## 선수단
- 선발투수 : 박선우, 김인범, 박성웅, 노경은
- 구원투수 : 장국헌, 정태승, 신효승, 박정배, 허민혁, 호키, 이찬석, 이인복, 휴즈
- 마무리투수 : 양지율
- 포수 : 박재욱, 주성원, 배현호
- 1루수 : -[1]
- 2루수 : 김주형
- 유격수 : 백승현, 배지환, 우드
- 3루수 : 전병우, 김민수, 김대륙
- 좌익수 : 허일, 송우현, 임지열
- 중견수 : 홍창기, 고승민, 강로한
- 우익수 : 이재원, 추재현
- 지명타자 : 그린할즈

## 같이 보기
- 2022-23년 질롱 코리아 시즌